# Шерегій Юрій
Шерегій (Грім) Юрій Августин (16 січня 1907, село Дусино, Березький комітат, Угорське королівство — 25 травня 1990, Братислава, Словацька Республіка) — український театральний режисер, драматург.

## Життєпис
- 1923 — актор Руського театру товариства «Просвіта», м. Ужгород.
- 1926–1930 — навчання в Карловому університеті, факультет: «Філології», м. Прага, (Чехословацька республіка).
- 1927 — написав свою першу комедію «Нова генерація».
- 1931–1933 — викладання у Хустській гімназії.
- 1931 — заснував музично-драматичний гурток «Веселка», м. Ужгород.
- 1934 — заснував Крайовий пластунський хор із драматичною секцією.
- 1934—1936 — керівник та засновник театру  «Нова сцена», м. Хуст.
- 1938 — писав тексти для артистичної групи «Летюча естрада», які підтримували бойовий дух вояків «Карпатської Січі».
- 1939—1940 — художній керівник українського театрального ансамблю, (Королівство Югославія).
- 1940—1941 — режисер і керівник української драматичної студії, м. Прага, (Протекторат Богемії та Моравії, Третій Рейх).
- 1943 — закінчив режисерську школу м. Дрогобич, Генерал-губернаторство, Третій Рейх.
- 1945—1947 — художній керівник словацького театру м. Пряшів, (Чехословацька республіка).
- 1946—1948 — режисер УНТ, м. Пряшів, (Чехословацька Республіка).
- 1947—1954 — художній керівник словацького театру у Кошицях, (Чехословацька Республіка).
- 1956—1959 — режисер державного сільського театру, м. Братислава, (Чехословацька Республіка).
- 1959—1960 — художній керівник угорського обласного театру м. Комарні.
- 1960—1962 — режисер парку культури і відпочинку м. Братислава, (Чехословацька Соціалістична Республіка).
- 1963—1969 — режисер драматичного відділення народної школи мистецтв м. Братислава, (Чехословацька Соціалістична Республіка).
- 1971—1973 — художній керівник ансамблю ім. Т.Шевченка (м. Братислава)

## Видання
- Шерегій Ю. Нарис історії українських театрів Закарпатської України до 1945 року [Архівовано 19 лютого 2022 у Wayback Machine.]. Пряшів : Наукове Товариство ім. Шевченка, 1993. 414 с. (Історично–Філософічна Секція, том 218)